# Lithoglypha aggregata
Lithoglypha aggregata är en lavart som beskrevs av Brusse. Lithoglypha aggregata ingår i släktet Lithoglypha och familjen Acarosporaceae.   Inga underarter finns listade i Catalogue of Life.